# 屋形石の七ツ釜

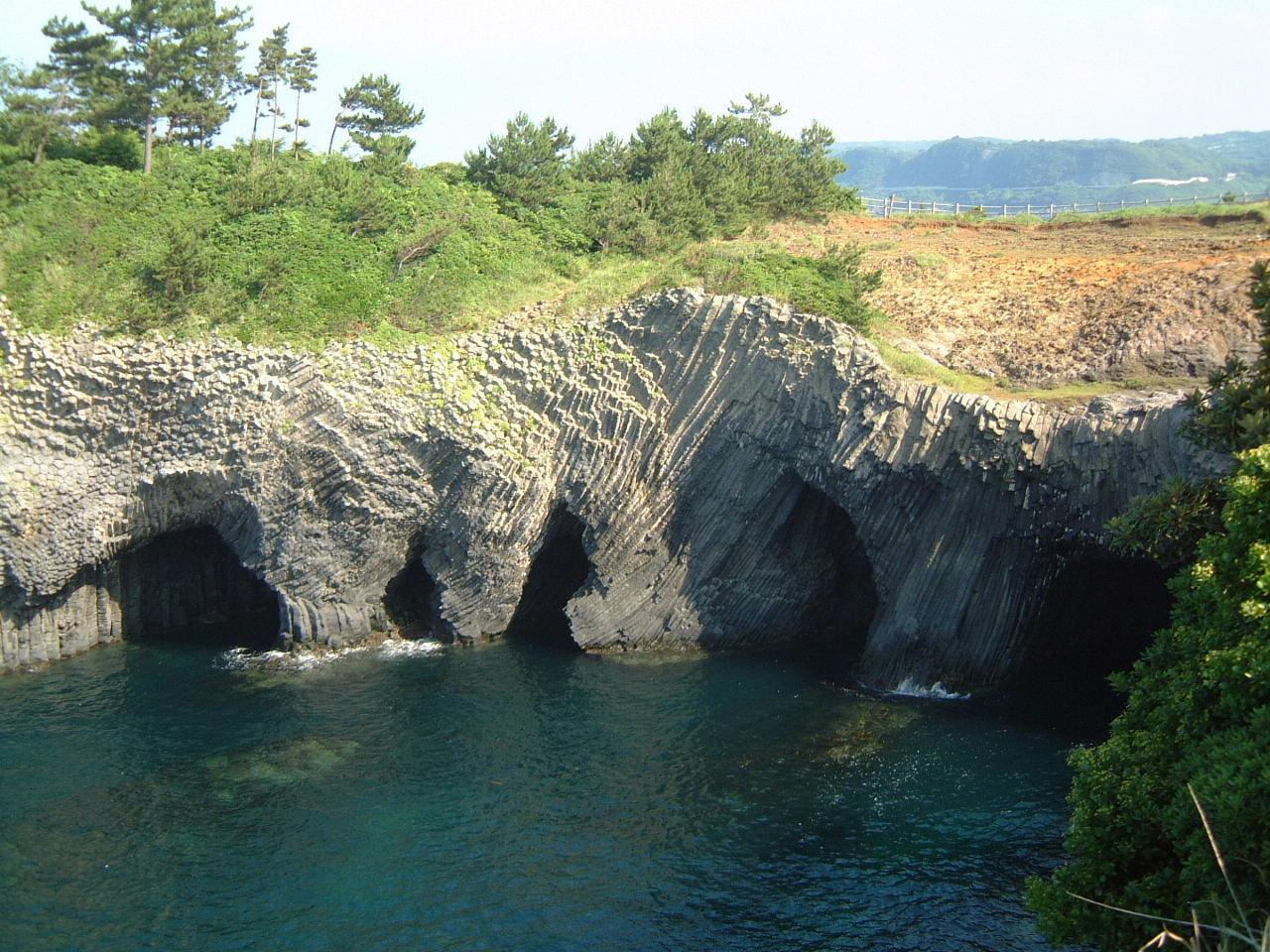
展望所から望む七つ釜

屋形石の七ツ釜（やかたいしのななつがま）は、佐賀県唐津市の海岸に面した断崖に並ぶ海食洞で、玄武岩の柱状節理が発達している。国の天然記念物に指定されている景勝地で、玄海国定公園内にある。

## 位置・形状

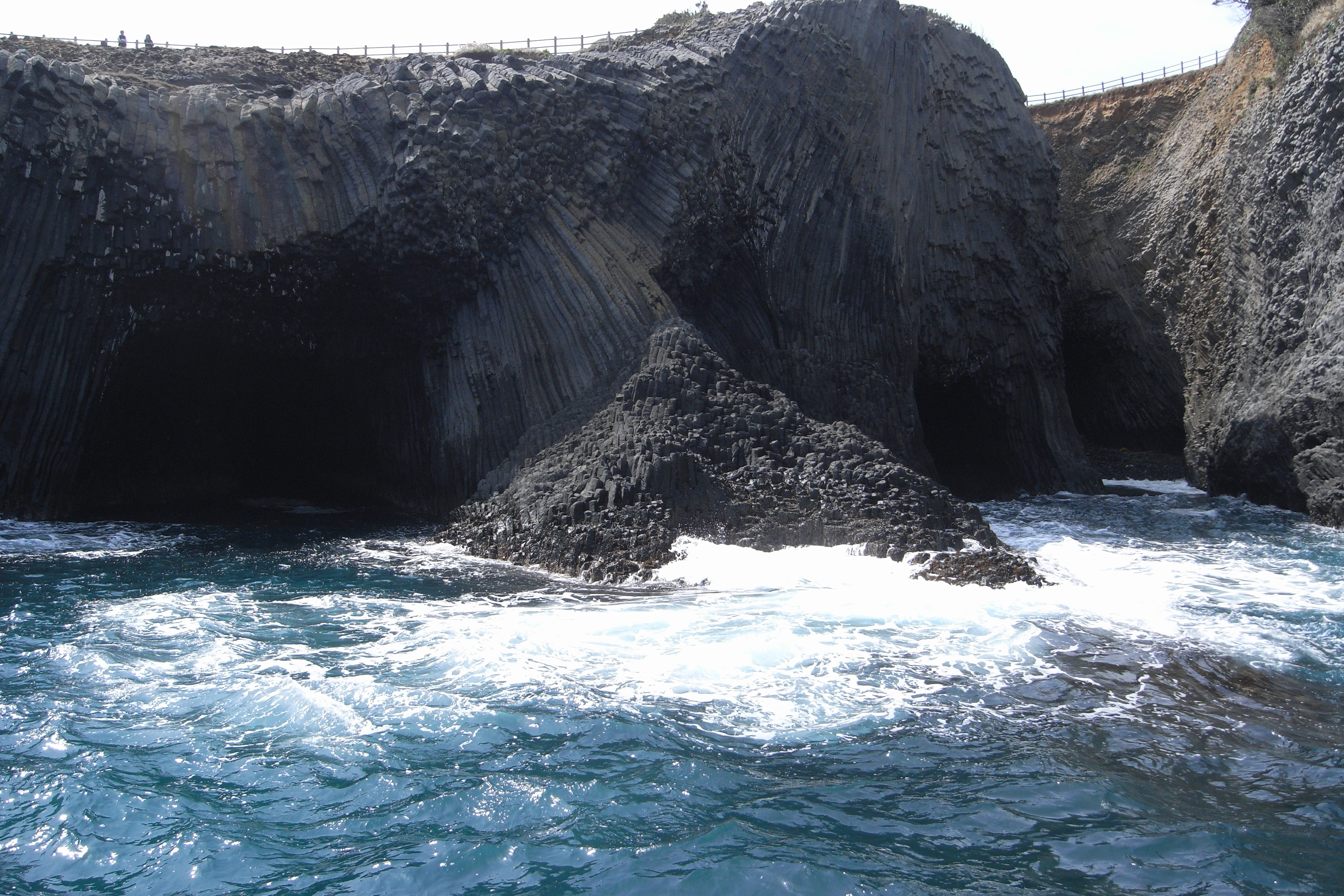
観光船から望む七つ釜

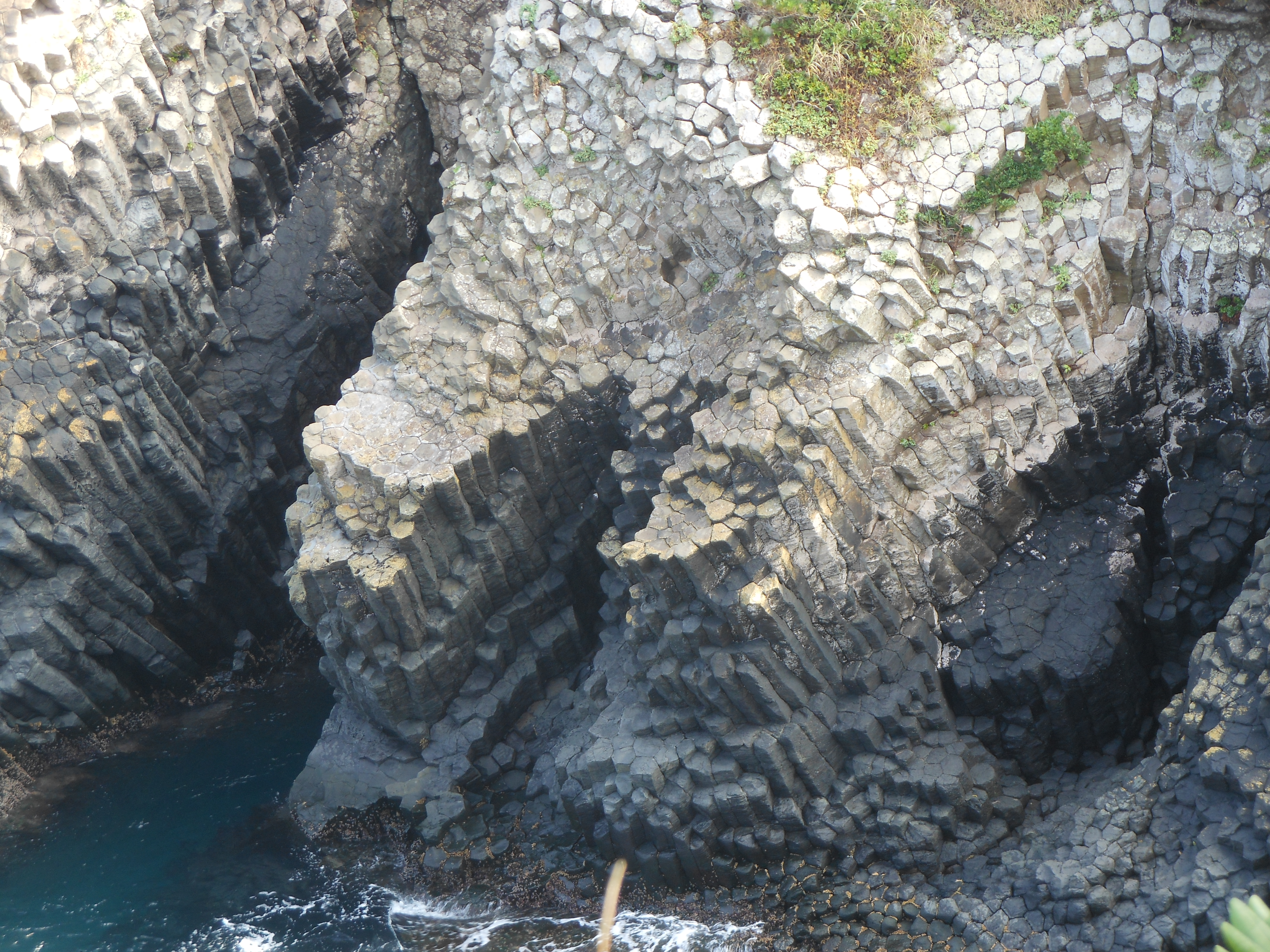
直立する柱状節理の根元部分

唐津市屋形石字神崎、市中心部から北西に約6kmの、東松浦半島の岬のひとつ土器崎（かわらけざき）の端にある。玄界灘に面した高さ約40メートル(m)の急な断崖にいくつもの洞窟が並んでいる。
東松浦半島北岸の海岸地形は、呼子町小友の尾ノ下鼻付近の東側では海岸線が弧状に連なり砂浜が点在する地形が目立つ。対する西側では、狭長な湾と細長く突き出した岬が交互に並び、岬の先端は10 - 20 mの玄武岩の断崖となった地形がみられる。七ツ釜・土器崎は尾ノ下鼻の東側にあって西側の特徴を持つ岬となっている。
洞窟は玄武岩が削られてできた海食洞（海蝕洞）で、7つ並んでいる様子から「七ツ釜」と呼ばれる。土器崎には3つの突端があり、東側の突端の基部に7つの洞がある。いずれも奥行きが50mを超えており、中央の洞が最も長く奥行きは110mに及ぶ。また東から西へ順に間口の幅・高さは約7 m、約2 m、約3 m、約3 m、約9 m、約3 m、約13 m。南東端の洞は奥が貫通しており一種の石門を形成している。
また、西側の突端付近にもいくつかの洞があり、「眼鏡岩」と呼ばれる奇岩もある。
洞窟や周囲の岩質は玄武岩で、溶岩の冷却時に形成され特徴的な形状をもつ柱状節理が発達している。玄武岩の海食地形の典型例で、玄武洞（兵庫県）、芥屋の大門（福岡県）とともに「日本三大玄武洞」とも称される。
1925年（大正14年）10月8日に「屋形石の七ツ釜」として国の天然記念物に指定された。断崖は壮観さや造形の美しさを見せ、一方で岩の黒っぽい色味が海の青みや波頭の白い飛沫に映えて、付近の景観を形作っている。

## 地質
七ツ釜をつくる柱状節理は、海中も含めた下の根元部分では直立して規則正しく並び、直径は約30センチ(cm)でそれ以上のものがある。上の部分になると直径は約20 cmとやや細くなり、傾斜したり横倒しになったりしたものもみられる。並んだ節理の方向は噴出時の溶岩の向きを示すとも考えられる。
柱状節理だけではなく、板状節理もみられる。
七ツ釜の海食洞を穿つ作用は、波自体のはたらき（波食）のほか、洞の前に落下している石が波に打ち付けられるはたらきも寄与していると考えられる。また、七ツ釜の断崖も海食崖で、汀線には波食窪（ノッチ）がみられる。
東松浦半島には、約300万年前 - 250万年前（新第三紀終盤から第四紀初め）に噴出したアルカリ玄武岩である東松浦玄武岩類が広く分布して、台地を形成している。このうち約300万年前に噴出した溶岩流が、七ツ釜の玄武岩を構成している。
土器崎の付け根部分では堆積岩からなる佐世保層群（年代:古第三紀-新第三紀）が基盤岩として標高25 m付近まで存在する一方、先端部である七ツ釜付近では基盤岩はなく、玄武岩が海中から直接立ち上がっている。このことから、東松浦半島で溶岩台地をつくったような多数の溶岩の噴出源のひとつが、七ツ釜付近にあったと考えられる。

## 周辺の岩・文化
土器崎には他にも名前の付いた特徴的な地形がある。「象の鼻」は海上から見ると伏せた体勢の象の鼻に見える岩。西側の「眼鏡岩」は海面から岩が飛び出た地形で、海面に映る姿が眼鏡の形に似ていることから名付けられた。
土器崎の地名のおこりには、神功皇后の三韓出兵（新羅出兵）にまつわる伝承がある。出陣の際に戦勝を祈って、あるいは帰陣後に無事の帰国を祝して、海神を祭り神酒をいただいた酒盃（土器）を海に投じたことに由来するという。岬にある土器崎神社は慶応4年（1868年）創建で小さな社殿をもち、この伝承に関連する気長足姫尊（おきながたらしひめのみこと=神功皇后）を祀る。
周辺では、大きな岩柱である湊の立神岩も知られている。こちらも玄武岩の断崖にあって柱状節理が発達している。七ツ釜とともに夏季の訪問客が多い景勝地。

## ダイビング
七ツ釜付近は、上級者向けのダイビングスポットになっている。また、七ツ釜の海はフリーダイバーのジャック・マイヨールゆかりの地でもある。子供の頃家族とともにほぼ毎夏来日していたマイヨールは、虹の松原近くの海で潜ることを覚え、七ツ釜でイルカと出会ったことが契機となり、イルカの調教を経て、イルカのような潜水法を追求していったという。

## 観光・アクセス
付近は波浪やうねりがみられる海域だが、満潮時かつ波が静まったときには、小船で洞内に入ることができる。呼子港から洞内へ向かう観光船「イカ丸」（移動・遊覧時間計40分）が出ているほか、土器崎の付け根の海岸から運行する船もある。なお、かつては唐津市街からも船での定期遊覧が行われていた。
急な崖の下にある七ツ釜の海食洞は、かつて陸地からは見ることができず、海から船などで見るほかなかった。現在は、周囲に展望所や遊歩道が整備され見下ろすことができるようになっている。なお、起伏があり地形を改変できないために、階段が点在する歩道となっている。天気のよい日には展望所から遠く壱岐・対馬も遠望することができる。
七ツ釜の上部は草原で、付近は七ツ釜園地と呼ばれる公園となっており、トイレ、駐車場が設けられている。玄海国定公園内の施設として1969年に佐賀県が整備したもので、唐津市が管理を行っている。
唐津市街地から車で30分。公共交通では唐津大手口バスセンターから七ツ釜入口バス停まで約35分、現地まで徒歩約30分。

## ギャラリー

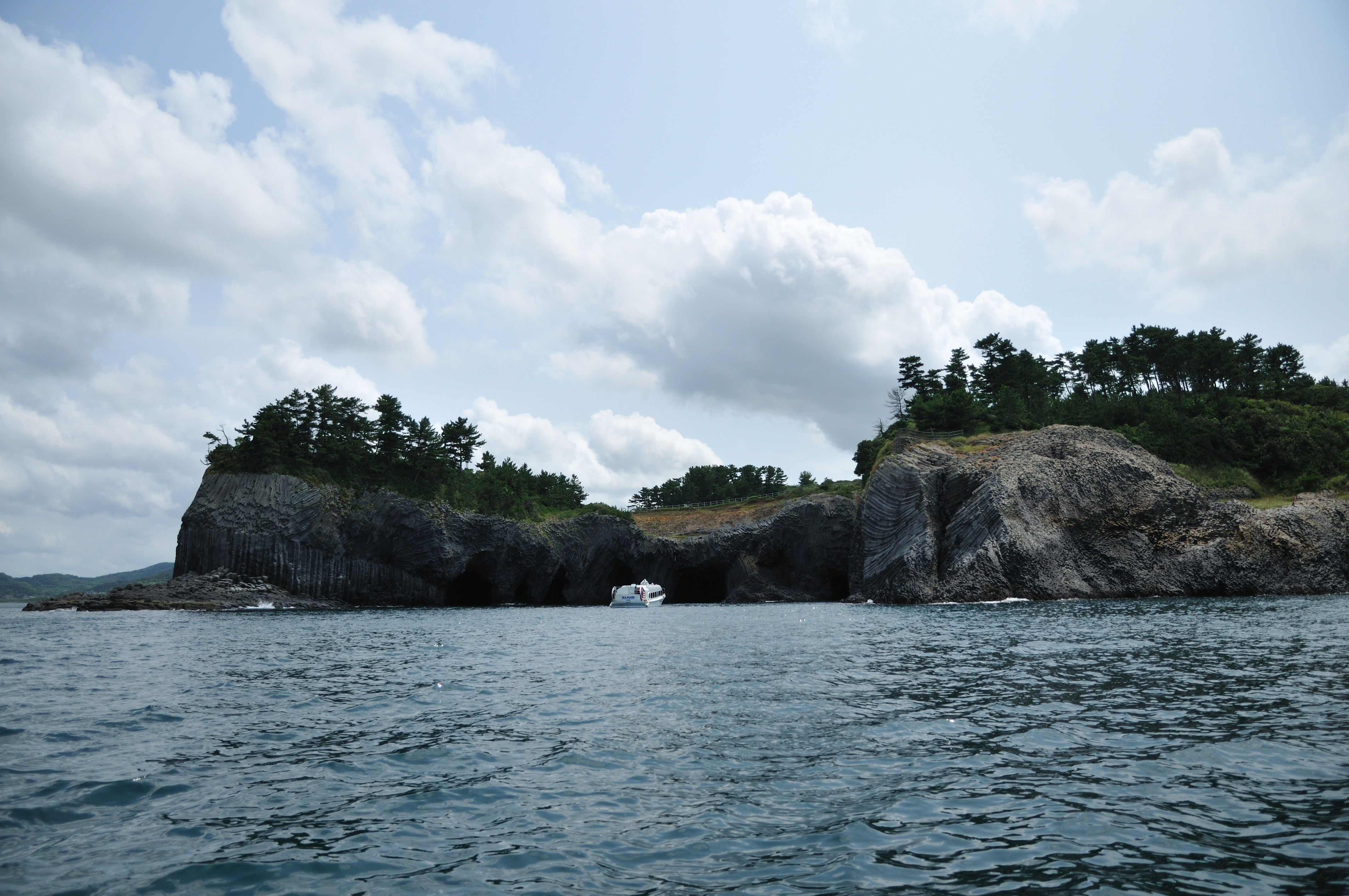
全景・海上から
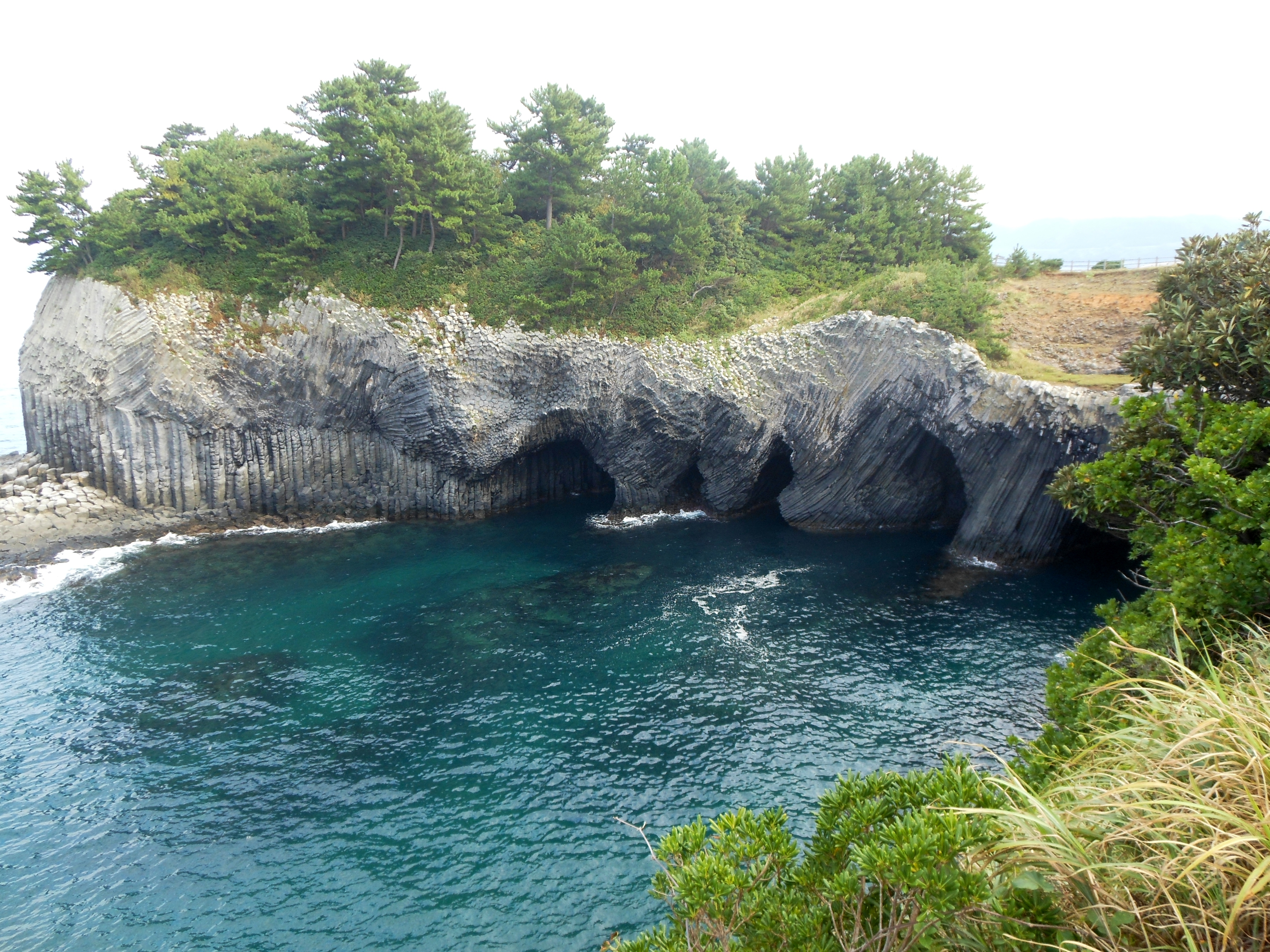
全景・陸上から
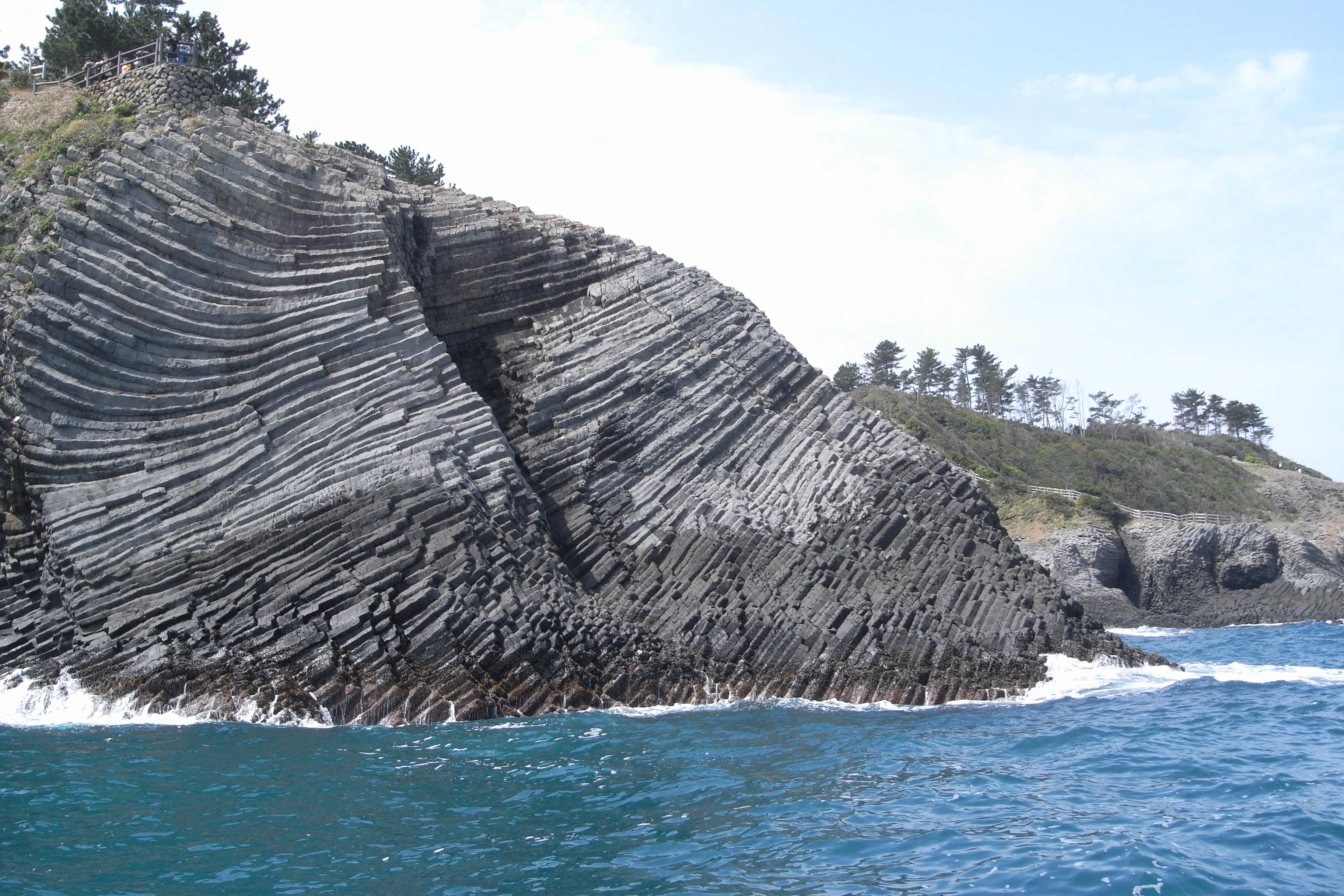
傾斜した柱状節理の崖・海上から
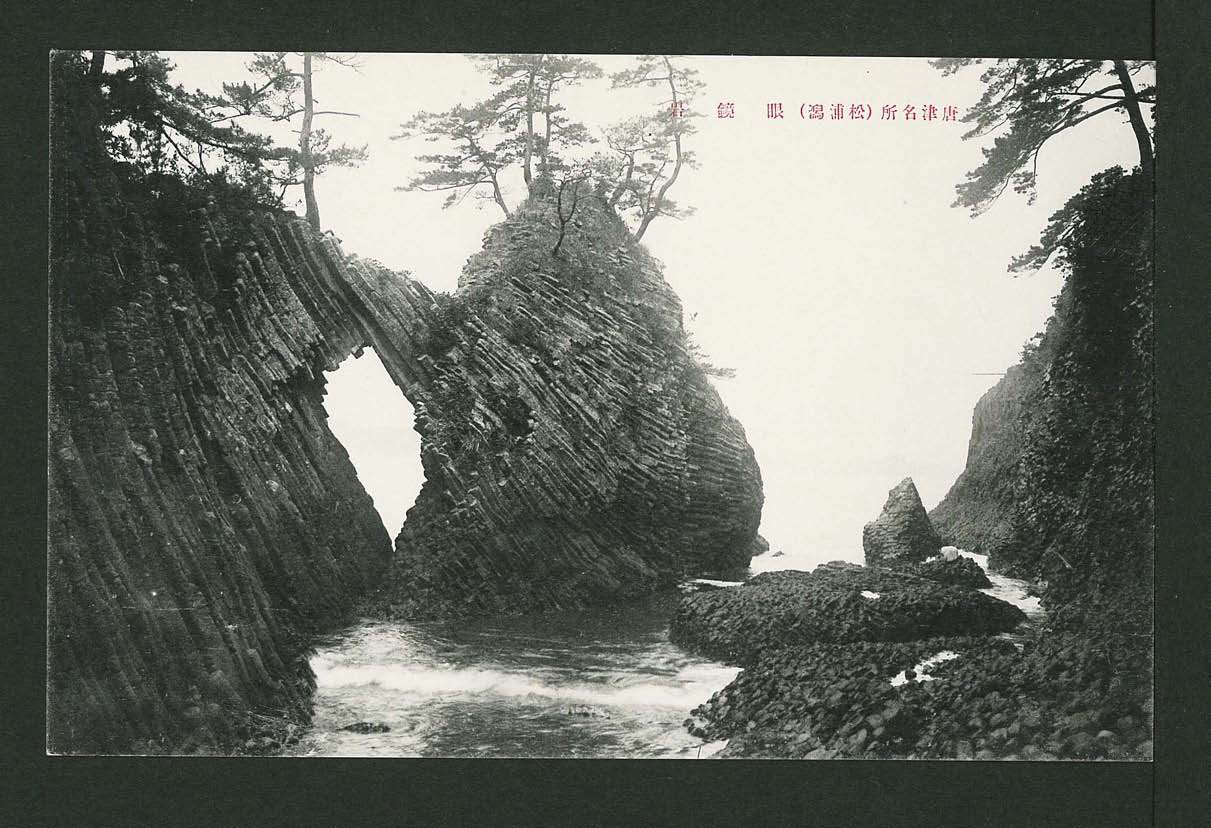
眼鏡岩/『最も新しき唐津松浦潟名勝』より